# Saint-Martin-aux-Bois
Saint-Martin-aux-Bois är en kommun i departementet Oise i regionen Hauts-de-France i norra Frankrike. Kommunen ligger i kantonen Maignelay-Montigny som tillhör arrondissementet Clermont. År 2022 hade Saint-Martin-aux-Bois 270 invånare.

## Befolkningsutveckling
Antalet invånare i kommunen Saint-Martin-aux-Bois
| Referens: INSEE |